# Nhữ Bá Sĩ
Nhữ Bá Sĩ (1787 hay 1788 - 1867), tự: Nguyên Lập, hiệu: Đạm Trai; là một nhà thơ, nhà văn thời Nguyễn trong lịch sử văn học Việt Nam.

## Tiểu sử
Nhữ Bá Sĩ sinh tại làng Cát, xã Cát Xuyên, tổng Chương Sơn (nay thuộc xã Hoằng Cát huyện Hoằng Hóa, tỉnh Thanh Hóa). Tổ tiên ông vốn là người làng Hoạch Trạch, tỉnh Hải Dương, sau mới dời vào nơi ấy.
Năm 1821 đời Minh Mạng, Nhữ Bá Sĩ thi đỗ Hương cống (cử nhân). Năm sau, ông thi Hội, trúng tam trường, được bổ làm Tri huyện, rồi Hình bộ viên ngoại.
Năm 1830, bị vu cáo trong chuyến đi thanh tra thuế đường ở Quảng Nam, Nhữ Bá Sĩ bị cách chức, lãnh án "giảo giam hậu" (xử tử nhưng giam lại xét sau).
Sau ba năm sống trong lao ngục, ông được tha, nhưng phải đi hiệu lực (đi phục dịch để lấy công chuộc tội) trong phái đoàn của Lý Văn Phức sang Lữ Tống (tức Luzon thuộc Philippines) và Quảng Đông (Trung Quốc).
Về nước, Nhữ Bá Sĩ được bổ làm Huấn đạo huyện An Lạc, rồi giữ quyền chức Đốc học tỉnh Sơn Tây. Ngán ngẫm con đường làm quan, ít lâu sau ông cáo bệnh xin hưu, rồi mở trường dạy học tại quê nhà.
Biết Nhữ Bá Sĩ là người có tài đức, triều đình nhà Nguyễn muốn trọng dụng lại, nên đã ba lần vời ông làm quan nhưng ông vẫn từ chối. Mãi đến năm 1854, Nhữ Bá Sĩ mới ra nhận chức Hàn Lâm trước tác, rồi Đốc học Thanh Hóa. Ở đây, ông phụng chỉ làm sách Thanh Hóa tỉnh chí. Khi sách làm xong, ông lại xin về hưu, tiếp tục việc dạy học.
Mặc dù vậy, khi nghe quân Pháp xâm lược nước Việt, ông vẫn dâng sớ xin đánh giặc và bài trừ "tà đạo". Năm 78 tuổi, Nhữ Bá Sĩ còn đi võng vào Nghệ An, mưu việc chống Pháp với các sĩ phu trong ấy, nhưng việc chưa xong thì mất (Đinh Mão, 1867), thọ khoảng 80 tuổi.

## Tác phẩm
Tác phẩm của Nhữ Bá Sĩ có: 
- Dịch hệ giải thuyết
- Việt sử tam bách vịnh
- Việt hành tạp thảo
- Đạm Trai quan nghi tập
- Phi điểu nguyên âm (tức Đạm Trai thi văn tập)
- Đạm Trai thi khóa
- Đại học đồ thuyết
- Thanh Hóa tỉnh chí
- Nghi Am học thức
- Nghi Am biết lục
- Nghi Am hàn thương...

Ngoài ra, ông có viết bài bình dẫn truyện Quân trung đối của Nguyễn Chu Kiều năm 1834, và duyệt lại sách Hà Phòng ngũ thuyết.
Nhữ Bá Sĩ viết khá nhiều, và bao gồm nhiều lĩnh vực: triết, văn, sử, địa, giáo dục, lễ nghi...nhưng đã thất lạc gần hết. Hiện chỉ còn Thanh Hóa tỉnh chí, Phi điểu nguyên âm (3 tập, gồm 177 bài thơ và truyện, mang ký hiệu: VHv. 1773/1-3), Việt sử bách vịnh (gồm 308 bài thơ vịnh sử Việt, mang ký hiệu: VHv. 1777/1-2)  và Đạm Trai thi khóa (1 tập, mang ký hiệu A.2263).

## Ghi nhận công lao
Trong Từ điển văn học (bộ mới), TS. Phạm Tú Châu viết:
Nhữ Bá Sĩ học rộng biết nhiều, có hoài bão lớn, có tinh thần dân tộc cao...Với số lượng tác phẩm có nhiều đóng góp về nội dung và thể loại, ông xứng đáng được coi là một nhà văn, nhà thơ có tầm cỡ ở thế kỷ 20.
Ghi nhận công lao, tên Nhữ Bá Sĩ đã được dùng để đặt tên cho một trường Phổ thông cơ sở tại huyện Hoằng Hóa (Thanh Hóa).

## Sách tham khảo
- Trần Văn Giáp, Tìm hiểu kho sách Hán Nôm. Nhà xuất bản Khoa học xã hội, Hà Nội, 2003.
- TS. Phạm Tú Châu, mục từ "Nhữ Bá Sĩ" trong Từ điển văn học (bộ mới). Nhà xuất bản Thế giới, 2004.
- Nguyễn Q. Thắng-Nguyễn Bá Thế, Từ điển nhân vật lịch sử Việt Nam. Nhà xuất bản Khoa học xã hội, Hà Nội, 1992.